# Makronyelv
A makronyelv (az angol macrolanguage nyomán) a nyelvészetben az ISO-639 nemzetközi szabvány által bevezetett besorolási kategória. Általában olyan, több elkülönült változatban élő nyelv megnevezése, amelynek dialektusai, bár egymás között kölcsönösen nem feltétlenül érthetőek, bizonyos megfontolásokból mégis egyetlen nyelvnek tekintendők.
Ily módon a makronyelv jelenthet nyelvészetileg – szigorú értelemben véve – több, egymással nagyon közeli rokonságban álló nyelvet is, amelyekre nincsenek külön megnevezések. A meghatározást gyakran diglosszia esetére alkalmazzák, vagyis olyan beszélt nyelvváltozatoknál, amelyek már eltávolodtak egy régebbi, klasszikus nyelvváltozattól, viszont ez utóbbit mint az érintkezés és a tömegkommunikáció nyelvét használják a különböző változatok beszélői között. 
Makronyelv például az arab nyelv, az azték nyelv, a szárd nyelv, és számos indián nyelv. A makronyelvek nyilvántartását a SIL International szervezet vezeti.

## A makronyelvek listája
A lista az ISO 639-3 hivatalos makronyelv-kódlistájának adatait tartalmazza, összesen 61 makronyelvet és az azok alá tartozó önálló nyelveket. 
| Ábécé szerinti tartalomjegyzék                      |
| --------------------------------------------------- |
| A B C D E F G H I J K L M N O P Q R S T U V W X Y Z |

(Az egyes makronyelvekben található önálló nyelvek a számokra kattintva tekinthetők meg.)
| ISO kódok | ISO kódok   | ISO kódok | A makronyelv            | A makronyelv            | Megjegyzések         |
| 639-1     | 639-2 (T/B) | 639-3     | neve                    | önálló nyelveinek száma | Megjegyzések         |
| --------- | ----------- | --------- | ----------------------- | ----------------------- | -------------------- |
| ak        | aka         | aka       | akan                    | 2                       |                      |
| ar        | ara         | ara       | arab                    | 30                      |                      |
| ay        | aym         | aym       | ajmara                  | 2                       |                      |
| az        | aze         | aze       | azeri                   | 2                       |                      |
| –         | bal         | bal       | beludzs                 | 3                       | (baluchi)            |
| –         | bik         | bik       | bikol                   | 8                       |                      |
| –         | –*          | bnc       | bontok                  | 5                       |                      |
| –         | bua         | bua       | burját                  | 3                       |                      |
| –         | chm         | chm       | mari                    | 2                       |                      |
| cr        | cre         | cre       | krí                     | 6                       |                      |
| –         | del         | del       | delavár                 | 2                       |                      |
| –         | den         | den       | dene                    | 2                       | (slave(y))           |
| –         | din         | din       | dinka                   | 5                       |                      |
| –         | doi         | doi       | dogri                   | 2                       |                      |
| et        | est         | est       | észt                    | 2                       |                      |
| fa        | fas/per     | fas       | perzsa                  | 2                       |                      |
| ff        | ful         | ful       | ful                     | 9                       |                      |
| –         | gba         | gba       | gbaja                   | 6                       |                      |
| –         | gon         | gon       | gondi                   | 2                       |                      |
| –         | grb         | grb       | grebo                   | 5                       |                      |
| gn        | grn         | grn       | guarani                 | 5                       |                      |
| –         | hai         | hai       | haida                   | 2                       |                      |
| –         | –           | hbs       | szerbhorvát             | 3                       |                      |
| –         | hmn         | hmn       | hmong                   | 25                      |                      |
| iu        | iku         | iku       | inuktitut               | 2                       |                      |
| ik        | ipk         | ipk       | inupiak                 | 2                       |                      |
| –         | jrb         | jrb       | judeo-arab nyelvek      | 5                       | (zsidó-arab)         |
| kr        | kau         | kau       | kanuri                  | 3                       |                      |
| –         | –           | kln       | kalendzsin              | 9                       |                      |
| –         | kok         | kok       | konkani                 | 2                       |                      |
| kv        | kom         | kom       | komi                    | 2                       |                      |
| kg        | kon         | kon       | kikongo                 | 3                       |                      |
| –         | kpe         | kpe       | kpelle                  | 2                       |                      |
| ku        | kur         | kur       | kurd                    | 3                       |                      |
| –         | lah         | lah       | lahnda                  | 8                       |                      |
| –         | –           | luy       | lujia (oluLuyia, Luhya) | 14                      |                      |
| –         | man         | man       | manding                 | 7                       | (mandingo, mandinka) |
| mg        | mlg         | mlg       | malgas                  | 10                      |                      |
| mn        | mon         | mon       | mongol                  | 2                       |                      |
| ms        | msa/may     | msa       | maláj                   | 36                      |                      |
| –         | mwr         | mwr       | márvári                 | 6                       |                      |
| ne        | nep         | nep       | nepáli makronyelv*      | 2                       | (2012. 02. 03.)      |
| no        | nor         | nor       | norvég                  | 2                       |                      |
| oj        | oji         | oji       | odzsibva                | 7                       |                      |
| om        | orm         | orm       | oromó                   | 4                       |                      |
| or        | ori         | ori       | orija makronyelv*       | 2                       | (2012. 02. 03.)      |
| ps        | pus         | pus       | pastu                   | 3                       |                      |
| qu        | que         | que       | kecsua                  | 44                      |                      |
| –         | raj         | raj       | rádzsasztháni           | 6                       |                      |
| –         | rom         | rom       | cigány                  | 7                       | (romani)             |
| sq        | sqi/alb     | sqi       | albán                   | 4                       |                      |
| sc        | srd         | srd       | szárd                   | 4                       | (szardíniai)         |
| sw        | swa         | swa       | szuahéli                | 2                       |                      |
| –         | syr         | syr       | szír                    | 2                       |                      |
| –         | tmh         | tmh       | tamasek                 | 4                       |                      |
| uz        | uzb         | uzb       | üzbég                   | 2                       |                      |
| yi        | yid         | yid       | jiddis                  | 2                       |                      |
| –         | zap         | zap       | zapoték                 | 58                      |                      |
| za        | zha         | zha       | csuang                  | 16                      | (zhuang, chuang)     |
| zh        | zho/chi     | zho       | kínai                   | 14                      |                      |
| –         | zza         | zza       | zaza                    | 2                       | (2008. 08. 28)       |

## Az egyes makronyelvekben található önálló nyelvek listája

### a

#### aka
Az aka az akan makronyelv ISO 639-3 kódja (639-1: ak). Két önálló nyelvet tartalmaz:
1. fat – fanti
2. twi – tvi

#### ara
Az ara az arab makronyelv ISO 639-3 kódja (639-1: ar). 30 önálló nyelvet tartalmaz:
1. aao – algériai szaharai arab (Algerian Saharan)
2. abh – tádzsik arab (Tajiki)
3. abv – baharna arab
4. acm – mezopotámiai arab (Mesopotamian)
5. acq – ádeni arab (Ta'izzi-Adeni)
6. acw – hidzsázi arab (Hijazi)
7. acx – ománi arab
8. acy – ciprusi arab (Cypriot Arabic)
9. adf – dofári arab (Dhofari)
10. aeb – tunéziai arab
11. aec – szaidi arab (Saidi)
12. afb – öböl-arab (Gulf)
13. ajp – dél-levantei arab (South Levantine)
14. apc – észak-levantei arab (North Levantine)
15. apd – szudáni arab
16. arb – standard arab (modern?)
17. arq – algériai arab
18. ars – nadzsdi arab (Najdi)
19. ary – marokkói arab
20. arz – egyiptomi arab
21. auz – üzbég arab (Uzbeki)
22. avl – kelet-egyiptomi bedávi arab (Eastern Egyptian Bedawi; bedawiye?)
23. ayh – hadrámi arab
24. ayl – líbiai arab
25. ayn – szanaáni arab (Sanaani; jemeni?)
26. ayp – észak-mezopotámiai arab
27. bbz – babalia kreol arab
28. pga – szudáni kreol arab
29. shu – csádi arab
30. ssh – sihhi arab (Shihhi)

#### aym
Az aym az ajmara makronyelv ISO 639-3 kódja (639-1: ay). Két önálló nyelvet tartalmaz:
1. ayc – déli ajmara
2. ayr – központi ajmara

#### aze
Az aze az azeri makronyelv ISO 639-3 kódja (639-1: az). Két önálló nyelvet tartalmaz:
1. azb – dél-azeri
2. azj – észak-azeri

### b

#### bal
A bal a beludzs makronyelv ISO 639-3 kódja. Három önálló nyelvet tartalmaz:
1. bcc – déli beludzs
2. bgn – nyugati beludzs
3. bgp – keleti beludzs

#### bik
A bik a bikol makronyelv ISO 639-3 nyelvkódja. 8 önálló nyelvet tartalmaz:
1. bcl – központi bikolánó (Bicolano)
2. bln – dél-catanduanesi bikolánó
3. bto – iriga bikolánó
4. cts – észak-catanduanesi bikolánó
5. fbl - nyugat-albayi bikol
6. lbl - libon bikol
7. rbl - miraja bikol (Miraya)
8. ubl - buhinon bikol (Buhi'non)

#### bnc
A bnc a bontok makronyelv ISO 639-3 nyelvkódja. 5 önálló nyelvet tartalmaz:
1. ebk - keleti bontok
2. lbk - központi bontok
3. obk - déli bontok
4. rbk - északi bontok
5. vbk - délnyugati bontok

#### bua
A bua a burját makronyelv ISO 639-3 nyelvkódja. Három önálló nyelvet tartalmaz:
1. bxm – mongóliai burját
2. bxr – oroszországi burját
3. bxu – kínai burját

### c

#### chm
A chm az oroszországi mari makronyelv ISO 639-3 nyelvkódja. Két önálló nyelvet tartalmaz:
1. mhr – keleti mari
2. mrj – nyugati mari

#### cre
A cre a krí makronyelv ISO 639-3 nyelvkódja (639-1: cr). 6 önálló nyelvet tartalmaz:
1. crj – délkeleti krí
2. crk – plains krí*
3. crl – északkeleti krí
4. crm – moose krí*
5. csw – swampy krí*
6. cwd – woods krí*

A fentiekhez szorosan kapcsolódó, de a makronyelvben nem szereplő nyelvek.
- Önálló kóddal rendelkezőek:
  - a krí nyelcsoport tagjai:

1. atj – atikamekw*
2. moe – montagnais*
3. nsk – naszkapi
  - az odzsibva nyelvcsoport tagjai, erős krí hatásokkal:
4. ojs – északi odzsibva (Oji-Cree; Ojibwa, Severn)
5. ojw – nyugati odzsibva
  - krí-francia keveréknyelv, erős odzsiba hatásokkal:
6. crg – michif*

- Önálló kód nélküli:

1. bungi – (krí-odzsibva-francia-angol-assziniboin-skót gael keveréknyelv, a cpe: "angol alapú kreol és pidzsin nyelveken" belül)

### d

#### del
A del a delavár makronyelv ISO 639-3 nyelvkódja. Két önálló nyelvet tartalmaz:
1. umu – munsee*
2. unm – unami

#### den
A den a dene makronyelv ISO 639-3 nyelvkódja. Két önálló nyelvet tartalmaz:
1. scs – északi dene (Slavey)
2. xsl – déli dene

#### din
A din a dinka makronyelv ISO 639-3 nyelvkódja. 5 önálló nyelvet tartalmaz:
1. dib - déli központi dinka
2. dik - délnyugati dinka
3. dip - északkeleti dinka
4. diw - északnyugati dinka
5. dks - délkeleti dinka

#### doi
A doi a dogri makronyelv ISO 639-3 nyelvkódja. Két önálló nyelvet tartalmaz:
1. dgo – dogri (önálló nyelv)
2. xnr – kangri

### e

#### est
Az est az észt makronyelv ISO 639-3 nyelvkódja (639-1: et). Két önálló nyelvet tartalmaz:
1. ekk – standard észt ? ( Estonian (Standard Estonian) )
2. vro – võro

### f

#### fas
A fas a perzsa makronyelv ISO 639-3 nyelvkódja (639-1: fa). Két önálló nyelvet tartalmaz:
1. pes – iráni perzsa (Western Persian)
2. prs – dári

#### ful
A ful a ful makronyelv ISO 639-3 nyelvkódja (639-1: ff). 9 önálló nyelvet tartalmaz:
1. ffm – maaszina fulfulde
2. fub – adamava fulfulde
3. fuc – pulaar
4. fue – borgu fulfulde
5. fuf – pular
6. fuh – nyugat nigeri fulfulde
7. fui – bagirmi fulfulde
8. fuq – közép-kelet nigeri fulfulde (Central-Eastern)
9. fuv – nigériai fulfulde

### g

#### gba
A gba a Közép-afrikai Köztársaságban található gbaja makronyelv ISO 639-3 nyelvkódja. 6 önálló nyelvet tartalmaz:
1. bdt – bokoto
2. gbp – gbaja-bossangoa
3. gbq – gbaja-bozoum
4. gmm – gbaja-mbodomo
5. gso – délnyugati gbaja (a korábbi mdo kód visszavonva: 2008-01-14)
6. gya – északnyugati gbaja

#### gon
A gon a gondi makronyelv ISO 639-3 nyelvkódja. Két önálló nyelvet tartalmaz:
1. ggo – déli gondi
2. gno – északi gondi

#### grb
A grb a grebo makronyelv ISO 639-3 nyelvkódja. 5 önálló nyelvet tartalmaz:
1. gbo – északi grebo
2. gec – gboloo grebo
3. grj – déli grebo
4. grv – központi grebo
5. gry – Barclayville-i grebo

#### grn
A grn a guarani makronyelv ISO 639-3 nyelvkódja (639-1: gn). 5 önálló nyelvet tartalmaz:
1. gnw – nyugat-bolíviai guarani
2. gug – paraguayi guarani
3. gui – kelet-bolíviai guarani
4. gun – mbyá guarani*
5. nhd – chiripá*

### h

#### hai
A hai a haida makronyelv ISO 639-3 nyelvkódja. Két önálló nyelvet tartalmaz:
1. hax – déli haida
2. hdn – északi haida

#### hbs
A hbs a szerbhorvát makronyelv ISO 639-3 nyelvkódja (639-1: !!!). Három önálló nyelvet tartalmaz:
1. bos – bosnyák
2. hrv – horvát
3. srp – szerb

#### hmn
A hmn a hmong makronyelv ISO 639-3 nyelvkódja. 25 önálló nyelvet tartalmaz:
1. cqd – Chuanqiandian cluster miao
2. hea – északi Qiandong miao
3. hma – déli Mashan hmong
4. hmc – központi Huishui hmong
5. hmd – large flowery miao
6. hme – keleti Huishui hmong
7. hmg – délnyugat Guiyang hmong
8. hmh – délnyugat Huishui hmong
9. hmi – észak Huishui hmong
10. hmj – gejia
11. hml – luopohe hmong
12. hmm – központi Mashan hmong
13. hmp – északi Mashan hmong
14. hmq – kelet Qiandong hmong
15. hms – dél Qiandong miao
16. hmw – nyugati Mashan hmong
17. hmy – dél Guiyang hmong
18. hmz – hmong shua
19. hnj – hmong njua (a korábbi blu kód visszavonva: 2008.01.14.)
20. hrm – horned miao
21. huj – észak Guiyang hmong
22. mmr – nyugat Xiangxi miao
23. muq – kelet Xiangxi hmong
24. mww – hmong daw
25. sfm – small flowery miao

### i

#### iku
Az iku az inuktitut makronyelv ISO 639-3 nyelvkódja (639-1: iu). Két önálló nyelvet tartalmaz:
1. ike – inuit (kelet-kanadai inuktitut)
2. ikt – inuinnaktun (Inuinnaqtun; korábban: nyugat-kanadai inuktitut)

#### ipk
Az ipk az inupiak makronyelv ISO 639-3 nyelvkódja (639-1: ik). Két önálló nyelvet tartalmaz:
1. esi – észak-alaszkai inupiatun
2. esk – északnyugat-alaszkai inupiatun

### j

#### jrb
A jrb a zsidó-arab makronyelv (judeo-arab) ISO 639-3 nyelvkódja. 5 önálló nyelvet tartalmaz:
1. ajt – tunéziai zsidó-arab (Judeo-Tunisian Arabic; tuniszi?)
2. aju – marokkói zsidó-arab (Judeo-Moroccan Arabic)
3. jye – jemeni zsidó-arab (Judeo-Yemeni Arabic)
4. yhd – iraki zsidó-arab (Judeo-Iraqi Arabic)
5. yud – tripoliszi zsidó-arab (Judeo-Tripolitanian Arabic)

### k

#### kau
A kau a kanuri makronyelv ISO 639-3 nyelvkódja (639-1: kr). Három önálló nyelvváltozatot tartalmaz:
1. kby – manga kanuri
2. knc – központi kanuri
3. krt – tumari kanuri

Két további nyelv, melyek az ISO 639-ben nem részei a kanuri makronyelvnek, az Ethnologueban viszont igen:
1. bms – bilma kanuri (Ethnologue: Kanuri, Bilma)
2. kbl – kanembu (Ethnologue: Kanembu)

#### kln
A kln a kalendzsin makronyelv ISO 639-3 nyelvkódja. 9 önálló nyelvet tartalmaz:
1. enb – markweeta
2. eyo – keijo
3. niq – nandi
4. oki – okiek
5. pko – pökoot
6. sgc – kipszigisz
7. spy – szabaot
8. tec – terik
9. tuy – tugen

#### kok
A kok a konkani makronyelv ISO 639-3 nyelvkódja. Két önálló nyelvet tartalmaz:
1. gom – goai konkani (has official recognition as an independent language)
2. knn – konkani (önálló nyelvként; mahárástrai konkani) (no official recognition, treated by some linguists as a dialect of Marathi)

(Beszélői mindkét nyelvet konkaninak nevezik.)

#### kom
A kom a komi makronyelv ISO 639-3 nyelvkódja (639-1: kv). Két önálló nyelvet tartalmaz:
1. koi – komi-permják
2. kpv – komi-zürjén

#### kon
A kon a kongo makronyelv (kikongo) ISO 639-3 nyelvkódja (639-1: kg). Három önálló nyelvet tartalmaz:
1. ldi – laari
2. kng – koongo
3. kwy – San Salvador-i kongo

#### kpe
A kpe a kpelle makronyelv ISO 639-3 nyelvkódja. Két önálló nyelvet tartalmaz:
1. gkp – guineai kpelle
2. xpe – libériai kpelle

#### kur
A kur a kurd makronyelv ISO 639-3 nyelvkódja (639-1: ku). Három önálló nyelvet tartalmaz:
1. ckb – központi kurd
2. kmr – északi kurd
3. sdh – déli kurd

### l

#### lah
A lah a lahnda makronyelv ISO 639-3 nyelvkódja. 8 önálló nyelvet tartalmaz:
1. hnd – déli hindko
2. hno – északi hindko
3. jat – dzsakati (Jakati)
4. phr – pahari-potwari
5. pmu – mirpur pandzsábi
6. pnb – nyugati pandzsábi
7. skr – szaraiki (Saraiki)
8. xhe – khetrani

(A lah nem tartalmazza a pandzsábit: pan.)

#### lav
A lav a lett makronyelv ISO 639-3 nyelvkódja (639-1: lv). önálló nyelvet tartalmaz:
1. - latgalian
2. - standard lett

#### luy
A luy a lujia makronyelv (Luyia, oluLuyia; Luhya) ISO 639-3 nyelvkódja (208. 01. 14-től). 14 önálló nyelvet tartalmaz:
1. bxk – bukuszu
2. ida – idakho (Idakho-Isukha-Tiriki)
3. lkb – kabrasz
4. lko – khajo
5. lks – kisza
6. lri – maracsi (Marachi)
7. lrm – marama
8. lsm – szaamia
9. lto – tsotso
10. lts – tachoni
11. lwg – wanga
12. nle – keleti nyala
13. nyd – nyore
14. rag – logooli

### m

#### man
A man az manding makronyelv (mandingo) ISO 639-3 nyelvkódja. 7 önálló nyelvet tartalmaz:
1. emk – keleti maninkanan
2. mku – konyanka maninka
3. mlq – nyugati maninkanan
4. mnk – mandinka
5. msc – szankaran maninka
6. mwk – kita maninkanan
7. myq – forest maninka

#### mlg
Az mlg a malgas makronyelv ISO 639-3 nyelvkódja (639-1: mg). 11 önálló nyelvet tartalmaz:
1. bhr – bara malgas
2. bmn – északi betsimisaraka malgas
3. bzc – déli betsimisaraka malgas (a korábbi bjq kód visszavonva: 2011. 05. 18.)
4. msh – maszikoro malgas
5. plt – plateau malgas
6. skg – sakalava malgas
7. tdx – tandroy-mahafaly malgas
8. tkg – tesaka malgas
9. txy – tanosy malgas
10. xmv – antankarana malgas
11. xmw – tsimihety malgas

#### mon
A mon a mongol makronyelv ISO 639-3 nyelvkódja (639-1: mn). Két önálló nyelvet tartalmaz:
1. khk – halh mongol
2. mvf – periférikus mongol (Peripheral)

#### msa
Az msa a maláj makronyelv ISO 639-3 nyelvkódja (639-1: ms). 36 önálló nyelvet tartalmaz:
1. bjn – bandzsar
2. btj – Bacanese maláj
3. bve – berau maláj
4. bvu – bukit maláj
5. coa – Cocos Islands maláj
6. dup – duano
7. hji – hadzsi
8. ind – indonéz
9. jak – jakun
10. jax – Dzsambi maláj
11. kvb – kubu
12. kvr – kerinci
13. kxd – brunei
14. lce – loncong
15. lcf – lubu
16. liw – col
17. max – Észak-Moluccan maláj
18. meo – kedah maláj
19. mfa – pattani maláj
20. mfb – bangka
21. min – minangkabau
22. mqg – kota bangun kutai maláj
23. msi – szabah maláj
24. mui – muszi
25. orn – orang kanak
26. ors – orang szeletar
27. pel – pekal
28. pse – központi maláj
29. tmw – temuan
30. urk – urak lavoi
31. vkk – kaur
32. vkt – tenggarong kutai maláj
33. xmm – manado maláj
34. zlm – maláj (önálló nyelvként) (a korábbi mly kód visszavonva: 2008. 02. 18.)
35. zmi – negeri szembilan maláj
36. zsm – standard maláj

#### mwr
Az mwr a márvári makronyelv ISO 639-3 nyelvkódja. 6 önálló nyelvet tartalmaz:
1. dhd – dhundári
2. mtr – mevári
3. mve – pakisztáni márvári
4. rwr – indiai márvári
5. swv – sekhaváti
6. wry – mervári

### n

#### nep
A nep a nepáli makronyelv ISO 639-3 nyelvkódja (639-1: ne). Két önálló nyelvet tartalmaz:
1. dty – dotyali
2. npi – nepáli (önálló nyelvként)

#### nor
A nor a norvég makronyelv ISO 639-3 nyelvkódja (639-1: no). Két önálló nyelvet tartalmaz:
1. nob – bokmål
2. nno – nynorsk

### o

#### oji
Az oji az odzsibva makronyelv (vagy anisinaabe) ISO 639-3 nyelvkódja (639-1: oj). 7 önálló nyelvet tartalmaz:
1. ciw – délnyugati odzsibva (=csipeva, csipevéj; Chippewa)
2. ojb – északnyugati odzsibva
3. ojc – központi odzsibva
4. ojg – keleti odzsibva (=misszisszaga odzsibva; Mississaga Ojibwa)
5. ojs – északi odzsibva (=odzsi-krí; Oji-Cree / Severn Ojibwa)
6. ojw – nyugati odzsibva
7. otw – ottava

Fentiekhez szorosan kapcsolódó nyelvek, melyek azonban az oji makronyelvben nem szerepelnek.
- Önálló kóddal rendelkezőek:

1. alq – algonkin (az odzsibva nyelvcsoport tagja)
2. pot – potavatomi (korábban az odzsibva nyelvcsoport tagja)
3. crg – michif (krí-francia keveréknyelv, erős odzsibva hatással)

- Önálló kód nélküliek:

1. Broken Ojibwa (a 19. század végéig használt pidzsin nyelv)
2. Bungee nyelv (krí-odzsibva-francia-angol-assziniboin (Assiniboine)-skót gael keveréknyelv)

(→en:Anishinaabe language dialects)

#### ori
Az ori az orija makronyelv ISO 639-3 nyelvkódja (639-1: or) (2012. 02. 03.). Két önálló nyelvet tartalmaz:
1. ory – orija (önálló nyelvként)
2. spv – szambalpuri

#### orm
Az orm az oromó makronyelv ISO 639-3 nyelvkódja (639-1: om). 4 önálló nyelvet tartalmaz:
1. gax – Borana-Arsi-Guji oromó
2. gaz – nyugati központi oromó (West Central)
3. hae – keleti oromó
4. orc – orma

### p

#### pus
A pus a pastu makronyelv (pusto) ISO 639-3 nyelvkódja (639-1: ps). Három önálló nyelvet tartalmaz:
1. pbt – déli pastu
2. pbu – északi pastu
3. pst – központi pastu

### q

#### que
A que a kecsua makronyelv ISO 639-3 nyelvkódja (639-1: qu). 44 önálló nyelvet tartalmaz (2007. áprilisától):
1. cqu – chilei kecsua
2. qub – Huallaga Huánuco kecsua
3. qud – Calderón Highland kicsua (Quichua)
4. quf – Lambayeque kecsua
5. qug – Chimborazo Highland kicsua (Quichua)
6. quh – dél-bolíviai kecsua
7. quk – Chachapoyas kecsua
8. qul – észak-bolíviai kecsua
9. qup – déli Pastaza kecsua
10. qur – Yanahuanca Pasco kecsua
11. qus – Santiago del Estero kicsua (Quichua)
12. quw – Tena Lowland kicsua (Quichua)
13. qux – Yauyos kecsua
14. quy – Ayacucho kecsua
15. quz – Cusco kecsua
16. qva – Ambo-Pasco kecsua
17. qvc – Cajamarca kecsua
18. qve – keleti Apurímac kecsua
19. qvh – Huamalíes-Dos de Mayo Huánuco kecsua
20. qvi – Imbabura Highland kicsua (Quichua)
21. qvj – Loja Highland kicsua (Quichua)
22. qvl – Cajatambo North Lima kecsua
23. qvm – Margos-Yarowilca-Lauricocha kecsua
24. qvn – észak-Junín kecsua
25. qvo – Napo Lowland kecsua
26. qvp – Pacaraos kecsua
27. qvs – San Martín kecsua
28. qvw – Huaylla Wanca kecsua
29. qvz – Északi Pastaza kicsua (Quichua)
30. qwa – Corongo Ancash kecsua
31. qwc – klasszikus kecsua
32. qwh – Huaylas Ancash kecsua
33. qws – Sihuas Ancash kecsua
34. qxa – Chiquián Ancash kecsua
35. qxc – Chincha kecsua
36. qxh – Panao Huánuco kecsua
37. qxl – Salasaca Highland kicsua (Quichua)
38. qxn – északi Conchucos Ancash kecsua
39. qxo – déli Conchucos Ancash kecsua
40. qxp – puno kecsua
41. qxr – Cañar Highland kicsua (Quichua)
42. qxt – Santa Ana de Tusi Pasco kecsua
43. qxu – Arequipa-La Unión kecsua
44. qxw – Jauja Wanca kecsua

### r

#### raj
A raj a rádzsasztáni makronyelv ISO 639-3 nyelvkódja. 6 önálló nyelvet tartalmaz:
1. bgq – bagri
2. gda – gade lohar
3. gju – gudzsári
4. hoj – hadothi
5. mup – malvi
6. wbr – vagdi

#### rom
A rom a cigány makronyelv (romani) ISO 639-3 nyelvkódja. 7 önálló nyelvet tartalmaz:
1. rmc – kárpáti cigány
2. rmf – kalo
3. rml – balti cigány
4. rmn – balkáni cigány
5. rmo – szinte
6. rmy – vlah (Vlax)
7. rmw – walesi cigány

A fentiekhez szorosan kapcsolódó nyelvek, melyek a makronyelvben nem szerepelnek.
- Önálló kóddal rendelkező és keveréknyelvként besoroltak:

1. rge – cigány-görög
2. rmd – cigány
3. rme – angloromani
4. rmg – Traveller norvég cigány
5. rmi – lomavren
6. rmr – caló
7. rmu – tavringer
8. rsb – cigány-szerb

- Önálló kód nélküli:

1. erromintxela (baszk-cigány keveréknyelv)

### s

#### sqi
Az sqi az albán makronyelv ISO 639-3 nyelvkódja (639-1: sq). 4 önálló nyelvet tartalmaz (2006. júniusától):
1. aae – arbëreshë
2. aat – arvanitika
3. aln – gheg
4. als – toszk

#### srd
Az srd a szárd makronyelv ISO 639-3 nyelvkódja (639-1: sc). 4 önálló nyelvet tartalmaz:
1. sdn – gallurai szárd (Gallurese)
2. sdc – sassari szárd (Sassarese)
3. src – lugodorói szárd (Logudorese)
4. sro – campidanói szárd (Campidanese)

#### swa
A swa a Szuahéli makronyelv ISO 639-3 nyelvkódja (639-1: sw). Két önálló nyelvet tartalmaz:
1. swc – kongói szuahéli (Congo)
2. swh – szuahéli (önálló nyelvként)

#### syr
A syr a szír makronyelv ISO 639-3 nyelvkódja. Két önálló nyelvet tartalmaz:
1. aii – asszír újarám (Assyrian Neo-Aramaic)
2. cld – káld újarám (Chaldean Neo-Aramaic)

### t

#### tmh
A tmh a Tamasek makronyelv ISO 639-3 nyelvkódja. 4 önálló nyelvet tartalmaz:
1. taq – tamasek (önálló nyelvként)
2. thv – tahaggart tamahak
3. thz – tajart tamadzsek
4. ttq – tavallammat tamadzsak

### u

#### uzb
Az uzb az üzbég makronyelv ISO 639-3 nyelvkódja (639-1: uz). Két önálló nyelvet tartalmaz:
1. uzn – északi üzbég
2. uzs – déli üzbég

### y

#### yid
A yid a jiddis makronyelv ISO 639-3 nyelvkódja (639-1: yi). Két önálló nyelvet tartalmaz:
1. ydd – keleti jiddis
2. yih – nyugati jiddis

### z

#### zap
A zap a zapoték makronyelv ISO 639-3 nyelvkódja. 57 önálló nyelvet tartalmaz:
1. zaa – Sierra de Juárez zapoték
2. zab – San Juan Guelavía zapoték
3. zac – Ocotlán zapoték
4. zad – Cajonos zapoték
5. zae – Yareni zapoték
6. zaf – Ayoquesco zapoték
7. zai – Isthmus zapoték
8. zam – Miahuatlán zapoték
9. zao – Ozolotepec zapoték
10. zaq – Aloápam zapoték
11. zar – Rincón zapoték
12. zas – Santo Domingo Albarradas zapoték
13. zat – Tabaa zapoték
14. zav – Yatzachi zapoték
15. zaw – Mitla zapoték
16. zax – Xadani zapoték
17. zca – Coatecas Altas zapoték
18. zoo – Asunción Mixtepec zapoték
19. zpa – Lachiguiri zapoték
20. zpb – Yautepec zapoték
21. zpc – Choapan zapoték
22. zpd – délkeleti Ixtlán zapoték
23. zpr – Petapa zapoték
24. zpf – San Pedro Quiatoni zapoték
25. zpg – Guevea De Humboldt zapoték
26. zph – Totomachapan zapoték
27. zpi – Santa María Quiegolani zapoték
28. zpj – Quiavicuzas zapoték
29. zpk – Tlacolulita zapoték
30. zpl – Lachixío zapoték
31. zpm – Mixtepec zapoték
32. zpn – Santa Inés Yatzechi zapoték
33. zpo – Amatlán zapoték
34. zpp – El Alto zapoték
35. zpq – Zoogocho zapoték
36. zpr – Santiago Xanica zapoték
37. zps – Coatlán zapoték
38. zpt – San Vicente Coatlán zapoték
39. zpu – Yalálag zapoték
40. zpv – Chichicapan zapoték
41. zpw – Zaniza zapoték
42. zpx – San Baltazar Loxicha zapoték
43. zpy – Mazaltepec zapoték
44. zpz – Texmelucan zapoték
45. zsr – déli Rincon zapoték
46. zte – Elotepec zapoték
47. ztg – Xanaguía zapoték
48. ztl – Lapaguía-Guivini zapoték
49. ztm – San Agustín Mixtepec zapoték
50. ztn – Santa Catarina Albarradas zapoték
51. ztp – Loxicha zapoték
52. ztq – Quioquitani-Quierí zapoték
53. zts – Tilquiapan zapoték
54. ztt – Tejalapan zapoték
55. ztu – Güilá zapoték
56. ztx – Zaachila zapoték
57. zty – Yatee zapoték

Visszavont kód:
1. ztc – Lachirioag zapoték (visszavonva: 2007. 07. 18.)

A makronyelvbe be nem kategorizált, de fentiekhez tartozó történeti nyelv:
1. xzp – ó(kori) zapoték

#### zha
A zha a csuang makronyelv (zhuang, chuang) ISO 639-3 nyelvkódja (639-1: za). 16 önálló nyelvet tartalmaz:
1. zch – központi hongsuihe csuang (Central Hongshuihe Zhuang)
2. zeh – keleti hongsuihe csuang (Eastern Hongshuihe Zhuang)
3. zgb – kuipei csuang (Guibei Zhuang)
4. zgm – minz csuang (Minz Zhuang)
5. zgn – kuipian csuang (Guibian Zhuang)
6. zhd – dai csuang (Dai Zhuang)
7. zhn – nong csuang (Nong Zhuang)
8. zlj – liujiang csuang (Liujiang Zhuang)
9. zln – liansan csuang (Lianshan Zhuang)
10. zlq – liuqian csuang (Liuqian Zhuang)
11. zqe – quibei csuang (Qiubei Zhuang)
12. zyb – jongbei csuang (Yongbei Zhuang)
13. zyg – jang csuang (Yang Zhuang)
14. zyj – joucsiang csuang (Youjiang Zhuang)
15. zyn – jongnan csuang (Yongnan Zhuang)
16. zzj – zuocsiang csuang (Zuojiang Zhuang)

Két visszavont kód :
1. ccx – északi csuang (visszavonva: 2008. 01. 14.)
2. ccy – déli csuang (visszavonva: 2007. 07. 18.)

#### zho
A zho a kínai makronyelv ISO 639-3 nyelvkódja (639-1: zh). 14 önálló nyelvet tartalmaz, some with their own dialects:
1. cdo – min dong kínai
  - (standardizált formája: Fuzhou dialektus)
2. cjy – jinyu kínai (jin, jinyu)
3. cmn – mandarin kínai
  - Standard kínai nyelv
  - Beijing dialektus
  - tajvani mandarin
4. cpx – Pu-xian min kínai
5. czh – huizhou kínai
6. czo – min zhong kínai
7. gan – gan kínai
8. hak – hakka kínai
9. hsn – xiang kínai
10. mnp – min bei kínai
11. nan – min nan kínai
12. lzh – irodalmi kínai (Literary Chinese)
  - Hokkien
    - Amoy dialektus
      - Quanzhou dialektus
      - Zhangzhou dialektus
      - tajvani minnan
      - Penang hokkien
      - Medan hokkien

  - Chaoshan
    - Teochew dialektus
    - Swatow dialektus

  - Qiongwen
13. wuu – vu kínai
14. yue – yue kínai (kantoni)
  - Guangzhou dialektus
  - Taishan dialektus

A makronyelvben nem listázott kínai nyelvek:
1. dng – dungan (a mandarinnal közeli rokonságban; a különálló történelmi és kulturális fejlődése miatt nem szerepel[4])
2. och – ókínai (Old Chinese) (ISO 639 besorolása: "önálló:ókori")
3. ltc – Late Middle Chinese (ISO 639 besorolása: "önálló:történeti")

(→ en:List of Chinese dialects, → en:Varieties of Chinese)

#### zza
A zza a zaza makronyelv ISO 639-3 nyelvkódja. Két önálló nyelvet tartalmaz:
1. diq – dimli
2. kiu – kirmandzski